# 러브비트
러브비트(LoveBeat)는 (주)크레이지다이아몬드가 개발하고 엔씨소프트의 게임포탈 플레이엔씨에서 서비스되고 있는 파티 댄스 게임이다. 디자인과 성능 등 모든 면에서 타 음악 게임들보다도 좋은 편이며, 여러가지로 개선된 요소들이 많아 사용자들의 불편함도 신속하게 해결하는 편이다. 현재도 사용자 수가 많은 파티 댄스 게임이다. 러브비트(애니타임) 모바일게임 출시.

## 게임 방법
음악에 맞추어 한줄 또는 두줄의 미션을 ←, ↓, ↑, → 스페이스바 등의 키를 이용해 노트에 입력된 키를 입력하는 게임이다.

### 판정
노트를 얼마나 잘 쳤는지에 따라 판정은 5개로 나뉜다.
- WOW - 모든 노트를 다 치고 스페이스바도 100% 판정이 나왔을 때 나온다.

- COOL - 보통 모든 노트를 다 쳤지만 스페이스바를 70~90%의 판정으로 쳤을 때 나온다. (스페이스 100% 맞추는 것이 꽤 어렵다)

- NORMAL - 키 노트의 50%~70% (절반정도) 밖에 치지 못했을 때 나온다.

- BAD - 키 노트의 30%~49% (1/4) 정도 밖에 치지 못했을 때 나온다.

- MISS - 노트를 거의 치지 못하면 나온다.

## 채널
- 신인 : 러브비트를 최초로 하는 사람들을 위한 채널이다. 레벨 20까지만 입장이 가능하다. 1성~4성(~160 bpm)의 곡이 플레이 가능하다.
- 입문(아이돌) : 러브비트에 어느 정도 적응한 사람들을 위한 채널이다. 레벨에는 제한이 없으며, 사용자의 수가 러브비트 채널 중에서 가장 많은 곳이기도 하다. 초보들 뿐만 아니라 고수들도 만날 수 있는 복합적 채널이다. 1성~6성의 곡이 플레이 가능하다.
- 실력(자유) : 러브비트에 실력이 붙은 사람들을 위한 채널이다. 레벨 1부터 입장이 가능하며, 초보들을 찾아보기가 힘들고(있다고 해도 혼자서 플레이를 하는 경우가 많다.) 대부분 레벨 20대 이상의 사용자들이 상당한 편이다. 1성~10성의 곡이 플레이 가능하다.
- 나이 : 러브비트를 하는 유저들 중에 같은 나이대와 게임을 하고 싶은 유저들을 위한 채널이다. 레벨에는 제한이 없으며 아이돌 13세와 아이돌 20세와 성인돌 30세로 이루어져 있으며, 성인돌 30세에는 유저들이 조금 모이긴 하지만 거의 입문 채널을 이용하기 때문에 사람은 별로 없는 편이다. (현재는 사라져 없는 채널이다.)
- 팸파티 : 러브비트를 하는 유저중에서 길드인 '팸'이라는 곳에 소속이 되면 이 채널에 들어갈 수 있다. 서로 다른 팸에 소속된 유저들끼리 팀배틀을 펼쳐 팸 랭킹을 올릴 수 있다. 1성~10성의 곡이 가능하다.

## 난이도
- 별 1개 : BPM 60~BPM 100의 곡들을 모아두었으며, 러브비트에서 가장 쉬운 곡들이 모여있다. 초보자들도 부담없이 바로 할 수 있지만, 너무 느린 탓에 잘 이용되지 않는다.
- 별 2개 : BPM 90~BPM 150의 곡들을 모아두었으며, 마찬가지로 쉬운 편이다. 너무 느린 편으로 잘 이용되지 않는다.
- 별 3개 : BPM 70~BPM 160의 곡들을 모아두었으며, 그나마 별 1개와 별 2개에 비해서는 좀 어려운 편이며 너무 느리지도 않고 너무 빠르지도 않은 적당한 난이도이다.
- 별 4개 : BPM 100~BPM 무한의 곡들을 모아두었으며, 러브비트에서 첫 번째로 가장 많이 사용되는 난이도이다. 러브비트 사용자들은 이 난이도를 가장 선호하는 편이다.
- 별 5개 : BPM 70~BPM 무한의 곡들을 모아두었으며, 중간 정도의 난이도에 속한다. 러브비트에서 별 6개 다음으로 가장 많이 사용된다. 그다지 어렵지 않은 난이도이다. (참고로 러브비트 초창기 시절에는 별 5개가 가장 어려운 난이도였다.)
- 별 6개 : BPM 100~BPM 무한의 곡들을 모아두었으며, 러브비트에서 별 4개 다음으로 가장 많이 사용된다. 주로 빠른곡을 위주로 플레이하는 유저들이 즐겨하며, 키 노트를 많이 입력하고 싶다면 별 7개부터 할 수 있다.
- 별 7개 : BPM 100~BPM 무한의 곡들을 모아두었으며, 얼핏 보기에는 쉬워 보이지만 키 노트를 더욱 더 많이 입력해야 하며, 속도는 느려도 그래도 무시할 수 없는 고난이도를 자랑한다. 고수로 발전하기 위한 첫 단계에 속한다. 또한 러브비트를 오랫동안 하지 않았던 사람들이 다시 러브비트를 할 때 손을 풀기 위한 용도로 많이 이용된다.
- 별 8개 : BPM 120~BPM 무한의 곡들을 모아두었으며, 별 7개보다는 난이도가 좀 어려우며, 역시 고수로 발전하기 위한 첫 단계에 속한다.
- 별 9개 : BPM 160~BPM 무한의 곡들을 모아두었으며, 본격적으로 어려워지기 시작하는 난이도이다. 쉬운 곡은 굉장히 쉽게 끝낼 수 있으나 어려운 곡은 정말 별 10개와 맞먹을 정도로 굉장히 어렵다.
- 별 10개 : BPM 150~BPM 무한의 곡들을 모아두었으며, 러브비트에서 가장 고난도를 자랑한다. 쉬운 곡들은 굉장히 찾아보기 힘들며, 어려운 곡들은 BPM 250 이상의 곡들로 한 손만으로 키 노트를 입력하기 어려울 정도다.

## 게임 모드

### 개인전 클래식
총 1~8명의 유저가 서로 1등을 향해 경쟁하는 모드이다. 가장 보편적으로 이용되는 모드이지만, 최근 다양한 모드들이 경험치와 비트를 많이 주는 개선책을 쓰고 있어서, 인기가 점점 떨어지고 있다. 또한 혼자서 연습할 때 가장 많이 쓰이는 모드이다.

### 비트팡팡
총 2~8명의 유저가 실력을 겨루고, WOW를 모아 보너스 비트를 흭득하는 모드이다. WOW를 3번 모으면 비트 타임이 시작되고, 비트타임 도중에 WOW를 치면 비트타임을 이어가면서 비트를 벌 수 있다. 하지만 비트 타임 도중에 WOW를 치지 못하면 비트 타임이 해제되면서 다시 WOW를 모아야 한다. 혼자서 플레이할 경우 비트가 모이지 않는다.

### TEAM 팡팡
총 4~8명의 유저가 두 팀으로 나뉘어 비트를 버는 모드이다. WOW를 일정량 이상 모으면 TEAM 비트타임이 시작되고, 팀 중 한 사람이라도 와우를 치면 TEAM 비트타임이 지속되고, 만약 한 사람도 치지 못한다면 TEAM 비트타임이 해제된다. 또한, 팀 구성원 모두가 3번 연속으로 와우를 치면, TEAM 스페셜 비트타임이 시작되고, 3배의 비트를 얻는다. 그러나 TEAM 스페셜 비트타임에서는 한명이라도 WOW를 치지 못하면 일반 TEAM 비트타임이 된다. 점수를 더 많이 모으는 팀이 승리한다.

### 미팅파티
남녀의 비율을 맞춘 4명 이상 총 8명의 유저가 미팅 순서에 따라 자신의 짝을 찾는 모드이다. 마지막에 남자와 여자가 각각 자신의 짝을 찾는 부분이 나오는데, 짝을 찾는데 성공하면 일정량의 비트를 주고, 서로 자신의 메신저에 자동으로 친구로 추가된다.

### 커플팡팡
두명의 유저가 한 팀을 이루어 파트너와 같이 WOW를 모아 비트를 흭득하는 모드이다. 커플이 총 7개의 WOW를 모으면 비트타임이 시작되고, 팀 팡팡과 비슷하게 한 사람이라도 와우를 치면 비트타임이 계속된다. 또한, 두 명이 모두 연속으로 WOW를 3번 치면 스페셜 비트타임이 시작되고, 일반 비트타임보다 3배의 비트를 얻을 수 있다. 다른 모드와는 다르게 스페이스 판정도 100%로 치지 못하면 콤보가 끊기므로, 비트타임이 지속돼도 콤보수가 낮으면 등수는 하락하기 쉽다.

### TEAM 댄스파이터
총 2~8명의 유저가 팀을 나누어 1:1 형식으로 대결하는 모드이다. 각 팀의 유저는 순서를 부여받는다. 게임이 시작되면 각 팀의 첫번째 사람이 출전하여 1:1 대결이 펼치는데, 여기서 판정이 높은 사람이 이기면서, 팀 점수 2점을 가져간다. 그리고 상대편의 두번째 사람과 대결을 펼친다. 이기면 계속 1:1 대결을 펼치게 된다. 두 사람의 판정이 같을 경우  릴레이가 이어진다.

### TEAM 서바이벌
총 2~8명의 유저가 두 팀으로 나뉘어서 상대팀을 모두 탈락 시키면 승리하는 모드다. 팀원 모두가 WOW를 치면 TEAM WOW가 발생하는데, TEAM WOW가 발생하면 상대팀의 팀원 한 명이 탈락한다. 이렇게 계속 진행하다가 상대팀을 모두 탈락시키면 1점을 획득한다. 탈락 순서는 점수가 제일 낮은 사람부터 탈락된다. 만약 동점 일경우 팀 합산 점수가 높은 팀이 승리한다. 경험치와 비트를 타 모드들보다 많이 주고 있어서, 현재 러브비트에서 가장 인기가 많은 모드이다.

### TEAM 서바이벌 (AI)
1~4명의 유저와 AI들이 두팀으로 나뉘어서 상대팀을 모두 탈락시키면 승리하는 모드다. 이 모드는 AI를 추가하여 1인 플레이가 가능하다.

### TEAM 라이벌
총 2~8명의 유저가 두 팀으로 나뉘어서, WOW 개수를 비교하여 게이지를 미는 모드이다. 게이지를 끝까지 밀면 1점을 획득한다.

### 타이틀이 떴다!
노래가 시작하기 전 타이틀이 랜덤으로 결정된다. 좋은 타이틀은 파란색 & 녹색으로, 나쁜 타이틀은 주황색 & 빨간색으로 표시된다. 게임이 시작되면 구슬 1개를 기본적으로 지급하고, WOW를 3번 칠때마다 구슬을 하나씩 지급한다. 이렇게 구슬을 모은 뒤에, 곡이 끝나고 타이틀을 주고 싶은 상대에게 구슬을 주어서 타이틀을 줄 사람에 대해 투표한다. 제일 많이 구슬을 받거나, 구슬의 개수가 같은 경우 점수가 더 높은 사람이 타이틀을 획득한다. 극과 극이 심한 만큼 그만큼 좋고 나쁜 정도가 상당하다. 타이틀은 3개까지만 획득 할 수 있으며 타이틀을 획득할 경우 다음 정기 점검 전까지 획득한 타이틀이 유지된다.

### WOW 쟁탈전
총 2~8명의 유저가 WOW를 쳐서 상대방의 별풍선을 빼앗는 모드이다. 게임이 시작되면 기본적으로 별풍선 100개를 주는데, 와우를 치면 와우를 치지 못한 사람의 별풍선을 일정량 뺏어간다.  피버모드일 경우 빼앗는 별풍선의 개수는 두배로 올라간다. (전체 와우를 치면 별풍선의 변동이 없다.) 곡이 끝나면 점수와 상관없이 별풍선이 많은 순서부터 순위가 결정된다.

### 피해라 함정
총 2~8명의 유저가 함정키를 받게 되고, 함정에 나오는 지시에 따라 키를 입력하면 살아남는 모드이다. 함정키를 입력하면 함정에 빠지게 되며 화면에 그대로 나온 키노트를 제대로 친다고 해도, 함정키를 입력하게 되면 판정이 나빠진다.

### 터져라! 폭탄
총 2~8명의 유저가 폭탄을 받으면서 게임하는 모드이다. 폭탄은 게임 중에 무작위로 랜덤한 유저에게 가게 되며 오른쪽으로 이동한다. 폭탄을 넘겨받은 경우 WOW를 쳐야 오른쪽 사람에게 폭탄을 넘길수 있다. 만약 WOW를 치지 못하면 폭탄이 폭발하여 캐릭터가 헤롱거리고 다음 라인의 키가 튕겨나가서 보이지 않게 된다.

### 운명의 사다리
WOW를 모아서 잉크를 채워서 사다리를 그리고, 그 사다리를 타고 운명을 만나는 모드이다. 사다리를 그리다 보면 랜덤으로 점수나 비트 등이 지급되기도 한다. 운명이 아닌 비트가 들어있는 상자를 만날 수도 있다.

### 개인전 논스톱
키노트가 무한으로 나오는 키노트 입력 모드이다. 단 처음부터 끝날 때까지 항상 키노트가 나오는 것이 아니라, 총 3단계에 걸쳐서 키노트가 나오므로 중간에 2번의 쉬는 시간이 있다. 하수들이 하기에는 나름 벅찬 편으로, 주로 중수들을 위한 모드이다. 1단계는 기본 점수를 획득하고, 2단계는 점수의 2배를 획득하고, 3단계는 점수의 3배를 획득한다. 키노트를 100%로(스페이스 판정 포함) 치지 못하면 콤보는 끊긴다.

### 논스톱 CRAZY
개인전 논스톱과는 달리 한 곡의 전체를 계속 키노트를 입력해야 하는 모드다. 하수들이 하기에는 다소 어려운 면이 있고 중수들에게도 나름 벅찬 편이라, 초고수들을 위한 모드이다. 개인전 논스톱과 마찬가지로 키노트를 100%로(스페이스 판정 포함) 치지 못하면 콤보는 끊긴다.

### WOW HOLIC
2~8명의 유저로 대결하며 총 3단계로 나눠져 있는 게임이다. 1단계는 WOW 점수×1배, 2단계는 WOW 점수×2배, 3단계는 WOW 점수×3배로 와우를 치지못하면 콤보는 끊긴다. 또한 같은 팸원들과 8명을 다 채워서 플레이 할 경우 팸 포인트 보너스를 10씩 더 주는 효과를 가지고 있다. 또 와우홀릭은 다른 모드와 다르게 스페이스 바 판정이 넓기 때문에 쉽게 와우를 칠 수 있는 모드이기도 하다.

### BATTLE TOURNAMENT
총 1~8명의 유저는 한 팀을 이루어, 선택한 NPC와 대결한다. 대결 방식은, 쉽게 말해서 판정을 이용해 게이지를 민다고 생각하면 된다. 곡이 끝나기 전에 자신의 게이지가 모두 밀리면 패배하고, 곡이 끝났을 때 내가 게이지를 더 밀었으면 승리, NPC가 게이지를 더 밀었으면 패배다. 3성 132BPM의 곡부터 10성 260BPM의 곡까지 총 10명의 다양한 난이도를 즐길 수 있지만, NPC들이 굉장히 게임을 잘하기 때문에 적어도 그 곡을 올콤보 할 수 있어야 도전할 만하다. 도전 시 일정량의 비트를 내게 되는데, 대결에서 패배할 경우 비트는 사라진다. 하지만 대결에서 승리하면 보상 비트를 준다. 이 보상 비트는 한 NPC를 이기는 횟수가 늘어날수록 줄어든다. 상점에서 캐쉬로 보상 비트 초기화가 가능하다.

## 키노트 입력 모드

### 4키
←, ↑, ↓, →를 이용해서 입력한다.

### 8키
(4)←, (8)↑, (2)↓, (6)→, (7)↖, (9)↗, (1)↙, (3)↘, (5)스페이스바이다. 8키는 방향키를 이용해서 입력하는 것이 아니라, 숫자키로 입력하는 것이다.(8키를 하려고 한다면 반드시 컴퓨터 키보드에서 Num Lock이 켜져 있어야 하며, 8키는 자유채널과 팸파티채널에서 할 수 있다.)

### 노말
왼쪽부터 순서대로 나오는 키노트를 입력한다.

### 랜덤
불규칙적으로 나오는 키노트를 입력한다. (랜덤은 자유채널과 팸파티채널에서 할 수 있다.)

## 게임 시스템

### 미션
게임 좌측 상단에 미션 탭을 클릭하면 미션들을 할 수 있다.
- 싱글 미션

현재는 튜토리얼 미션밖에 없다.
- STAR STORY

공부를 못하는 학생이 와썹맨이라는 남자를 만나 스타로 성장하는 과정이 담긴 미션이다. 총 25개의 미션이 있으며, 난이도는 2성~7성이다. 현재는 서울권 지역의 미션밖에 없다. 현재는 사라져 진행불가 미션이다.
- 러브 스토리

선영이라는 여학생에게 남자가 꼬이면서(?) 일어나는 스토리를 담은 미션이다. 총 3명의 남자에 대해 미션을 진행할 수 있지만, 마지막 엔딩 미션은 한 사람만을 선택해 미션을 수행할 수 있다. 500캐시로 초기화가 가능하다. 총 17개 정도의 미션이 있으며, 난이도는 3성~8성이다. 현재는 사라져 진행불가 미션이다.
- 아이돌 스토리

한국 예술 고등학교에 다니는 전예인이라는 여학생이 아이돌이 되는 스토리를 담은 미션이다. 프롤로그 미션을 클리어하면 3개의 소속사중 한곳을 골라 미션을 진행할 수 있다. 프롤로그를 포함해 크게 5단계의 미션이 있으며 단계별로 5~10개의 미션이 있다. 난이도는 3성~6성으로 이루어져 있으며, 구 러브 스토리 미션에 비해 경험치와 비트보상이 높으며 각 단계별 마지막 미션을 클리어하면 하트, 1인탈것(기간제), 펫(기간제), VIP대기실(기간제), 커플신청 등등 을 지급한다. 1단계는 비교적 쉽게 깰 수 있으나 갈수록 난이도가 높아진다.  4단계는 난이도가 헬이라는 말까지 나오기도 한다. (올와우를 칠 각오로 게임하자)

### 퀘스트
- 일일 퀘스트

대기실 상단에 위치하며, 매일마다 주어지는 5개의 미션을 수행할 수 있다.
- 스페셜 퀘스트

일일 퀘스트 오른쪽 목록에 위치하며 레벨을 올릴시 1~3개의  퀘스트가 생성된다. 일반 퀘스트보다 보상이 좋은편이다. 진행하기 싫은 미션일 시 삭제 할 수 있으며 레벨업을 할 때 계정당 최초 한번만 미션이 생성 되고 레벨 초기화를 해도 미션은 중복 생성하지 않는다.
- 러브 스토리

커플 정보창 왼쪽 하단에서 정보를 볼 수 있으며, 총 14 개의 미션이 있다. 클리어 할 시 보상은 경험치로 주어지며 마지막 미션을 클리어 할시 행복한 웨딩 아이템을 지급한다.
- 부부 스토리

부부 정보창 왼쪽 하단에서 정보를 볼 수 있으며, 다른 스토리 퀘스트와 같이 경험치가 보상으로 주어진다 총1~30등급의 미션이 있으며, 등급별로 10개의 미션이 있다.  1~19등급은 경험치를 보상으로 지급하며,  20~30등급은 클리어 할 시 등급별로 부부전용 레어아이템을 지급한다.
- 팸 스토리

팸 정보창 왼쪽 하단에서 정보를 볼 수 있으며, 다른 스토리 퀘스트와 같이 경험치가 보상으로 주어진다. 총 1~25등급의 미션이 있으며, 등급별로 10개의 미션이 있다. 팸 스토리 진행을 위해서는 팸원 2명 이상이 필요하다. 각 미션을 클리어하고 완료 보상을 얻기 위해서는 팸의 팸장과 부팸장 등급만 완료 버튼을 누를 수 있다. 팸등급보다 높은 상위 팸 스토리는 진행할 수 없으며, 팸 기여도를 모아 팸 등급을 올리면  다음 팸 등급의 스토리를 진행할 수 있다. (2017년 11월 8일 자 업데이트로 11등급부터 팸 스토리와 팸 등급(팸 레어) 보상은 조건에 맞는 기여도를 충족한 팸원만 보상을 받을 수 있게 변경되었다. * 표 참조 )
| 등급 | 기여도  | 등급 | 기여도   | 등급 | 기여도   | 등급 | 기여도   |
| ---- | ------- | ---- | -------- | ---- | -------- | ---- | -------- |
| 11   | 5,000P  | 16   | 11,500P  | 21   | 119,500P | 26   | 300,000P |
| 12   | 6,000P  | 17   | 27,000P  | 22   | 131,000P | 27   | 300,000P |
| 13   | 7,000P  | 18   | 45,500P  | 23   | 158,500P | 28   | 300,000P |
| 14   | 8,500P  | 19   | 69,500P  | 24   | 204,000P | 29   | 300,000P |
| 15   | 10,000P | 20   | 109,000P | 25   | 273,500P | 30   | 300,000P |